# Kurhaus Baden-Baden

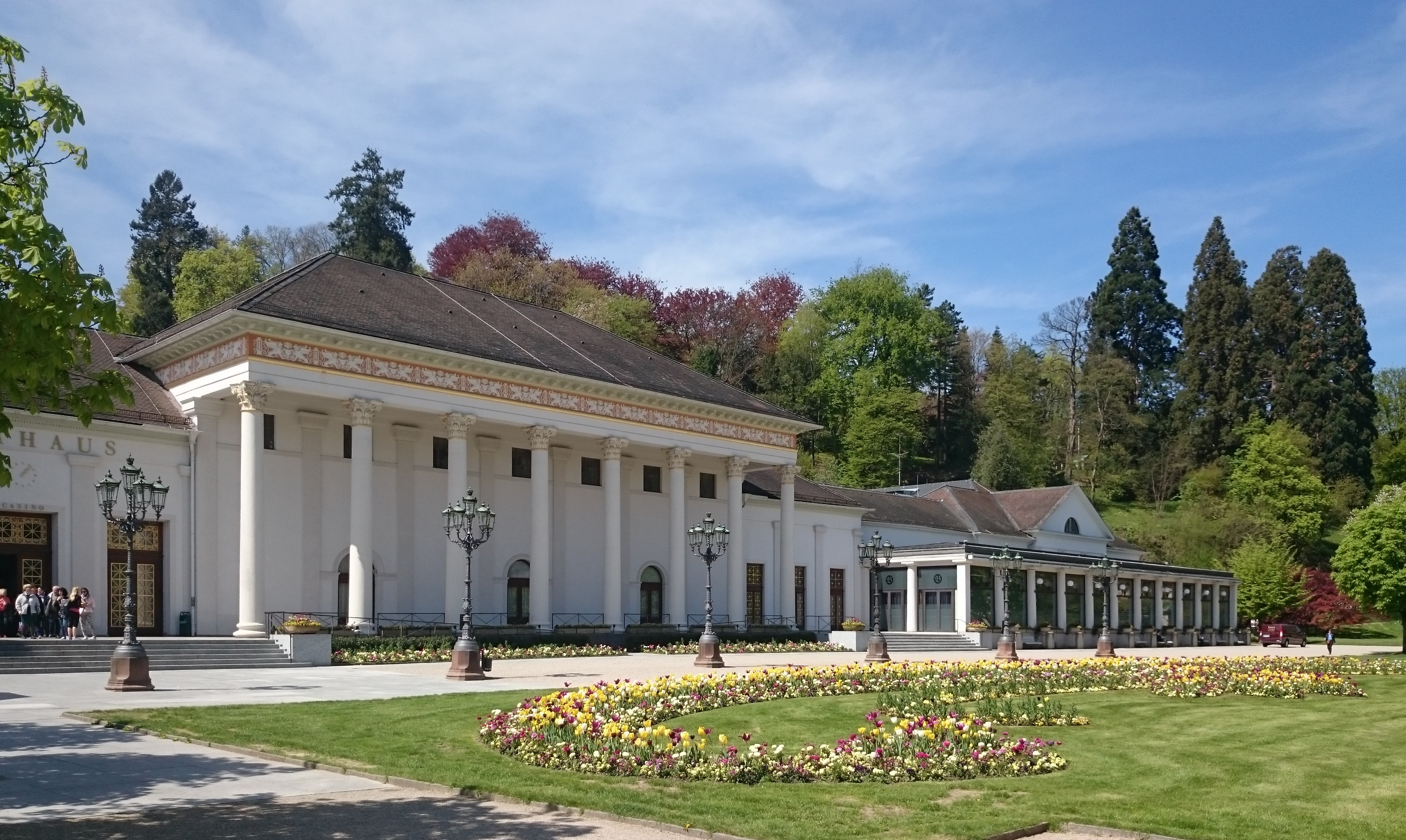
Kurhaus Baden-Baden

Das Kurhaus Baden-Baden wurde im 19. Jahrhundert vom Karlsruher Architekten Friedrich Weinbrenner im klassizistischen Stil entworfen und an der Stelle des 1766 erbauten Promenadenhauses errichtet. Es beherbergt das Casino, Veranstaltungsräume und Gastronomie.

## Geschichte

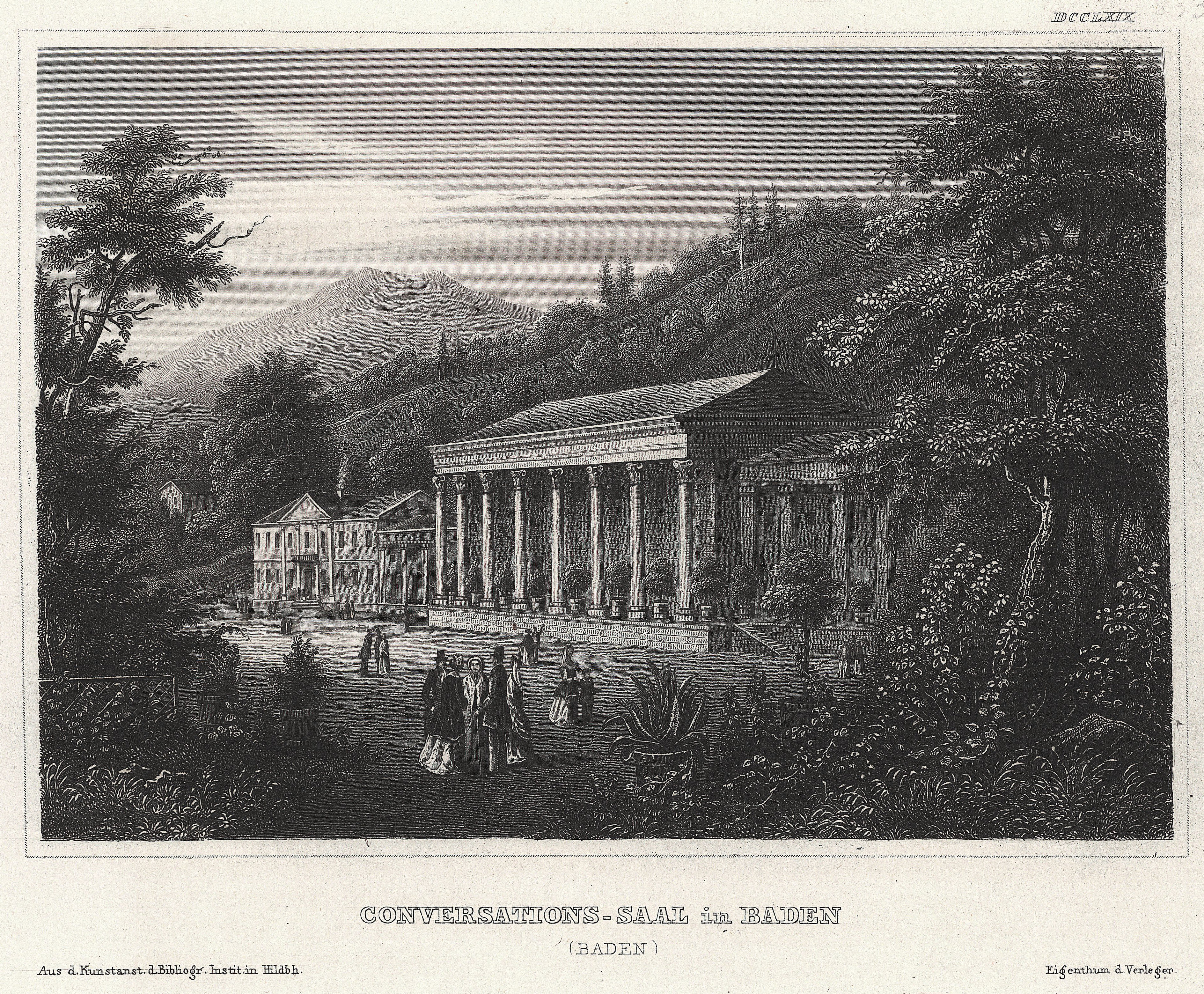
Conversations-Saal in den 1850er Jahren

Das weiße, langgestreckte Gebäude, das den Kurgarten nach Westen hin begrenzt, besteht aus drei Teilen:
- dem Mittelbau, 1821–1823 errichtet, mit seiner von acht korinthischen Säulen getragenen Vorhalle; Der dahinter gelegene Saal, der heutige Weinbrennersaal, diente zunächst als so genanntes Conversationshaus, wo auch dem „Hazard“-Spiel gefrönt wurde. Heute wird der Saal mit den funkelnden Kristalllüstern für gesellschaftliche Veranstaltungen, vor allem für Konzerte, genutzt.
- dem rechten Seitenflügel, 1853–1854 ausgebaut für die weltberühmte Spielbank, das Casino; Die prunkvollen Säle der Spielbank sind im Stil französischer Königsschlösser des 17. und 18. Jahrhunderts ausgestattet. Der Weiße Saal ist im Louis-seize-Stil gestaltet. Der Rote Saal wurde nach dem Vorbild des Versailler Schlosses ausgestattet. Der Salon Pompadour (Gelber Saal) ist in Anlehnung an die Ausstattung des Grand Trianon eingerichtet und der Grüne Saal ist mit den Wappen badischer Städte geschmückt.
- dem linken Seitenflügel, 1912–1917 nach Plänen von August Stürzenacker gebaut; Dort befinden sich die Empfangshalle, die beeindruckende Treppe in das erste Obergeschoss, Restaurants und prächtig ausgestattete Gesellschaftsräume, wie z. B. der im Jahr 2011 durch den Baden-Badener Architekten Peter W. Kruse vollständig neu gestaltete Bénazetsaal sowie der Spiegelsaal.

## Veranstaltungen
Das Kurhaus Baden-Baden ist immer wieder Ort bedeutender Veranstaltungen. Im April 1934 wurden hier die ersten drei Partien de Schachweltmeisterschaft zwischen Alexander Aljechin und Efim Bogoljubow ausgetragen. 1946 zeigte die Militärverwaltung der Französischen Besatzungszone in den Räumen des Kurhauses die Ausstellung Moderne französische Malerei.
Die Teilnehmer des Olympischen Kongresses 1981 nominierten im Kurhaus die Städte Calgary und Seoul als Austragungsorte der Olympischen Spiele 1988. Die Proklamation der deutschen Sportler des Jahres wird aus dem Kurhaus übertragen. Jährlich im November findet im Kurhaus das Fernsehfilm-Festival Baden-Baden statt. Am 3. April 2009 war das Kurhaus einer der Veranstaltungsorte des Gipfeltreffens von Staats- und Regierungschefs zum 60. Jubiläum der NATO.
Im Kurgarten werden seit 1976 jeweils im Juli beim Internationalen Oldtimer-Meeting Baden-Baden alte Automobile präsentiert. In der Vorweihnachtszeit ist er Schauplatz des Baden-Badener Christkindelsmarkts.

## Kurhaus-Kolonnaden
Die ab 1864 von Carl Dernfeld errichteten Kurhaus-Kolonnaden sind zwei eingeschossige Ladenzeilen, die vom Kurhaus zur Stadt führen und verschiedene traditionelle Einzelhandels-Geschäfte beherbergen. Ausladende Vordächer ermöglichen das Promenieren auch bei schlechtem Wetter. Unter den Geschäften befindet sich die Confiserie Rumpelmayer.
Die der nördlichen Ladenzeile angeschlossene Konzertmuschel für Kurkonzerte entstand nach Plänen des Architekten August Stürzenacker.

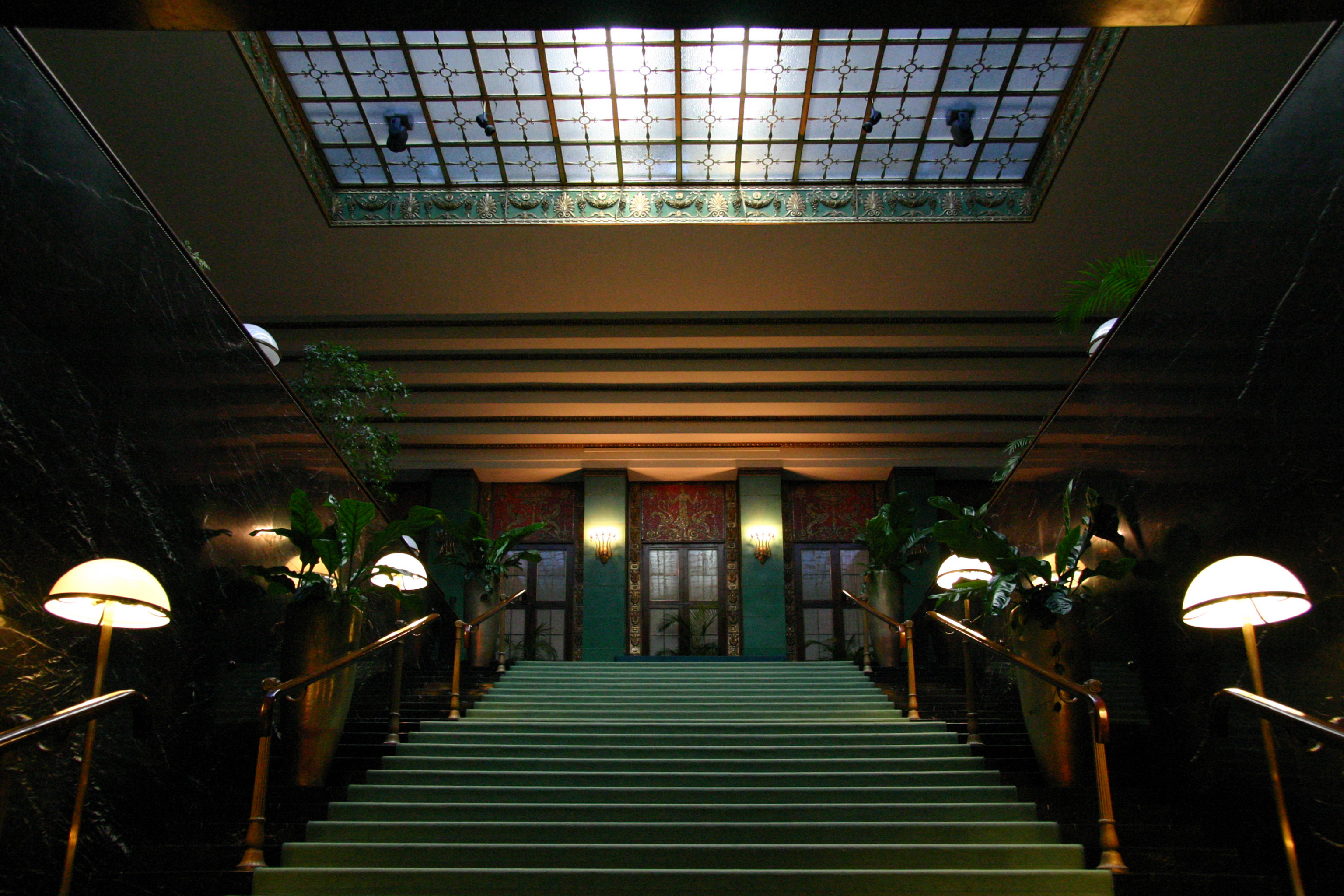
Haupttreppe
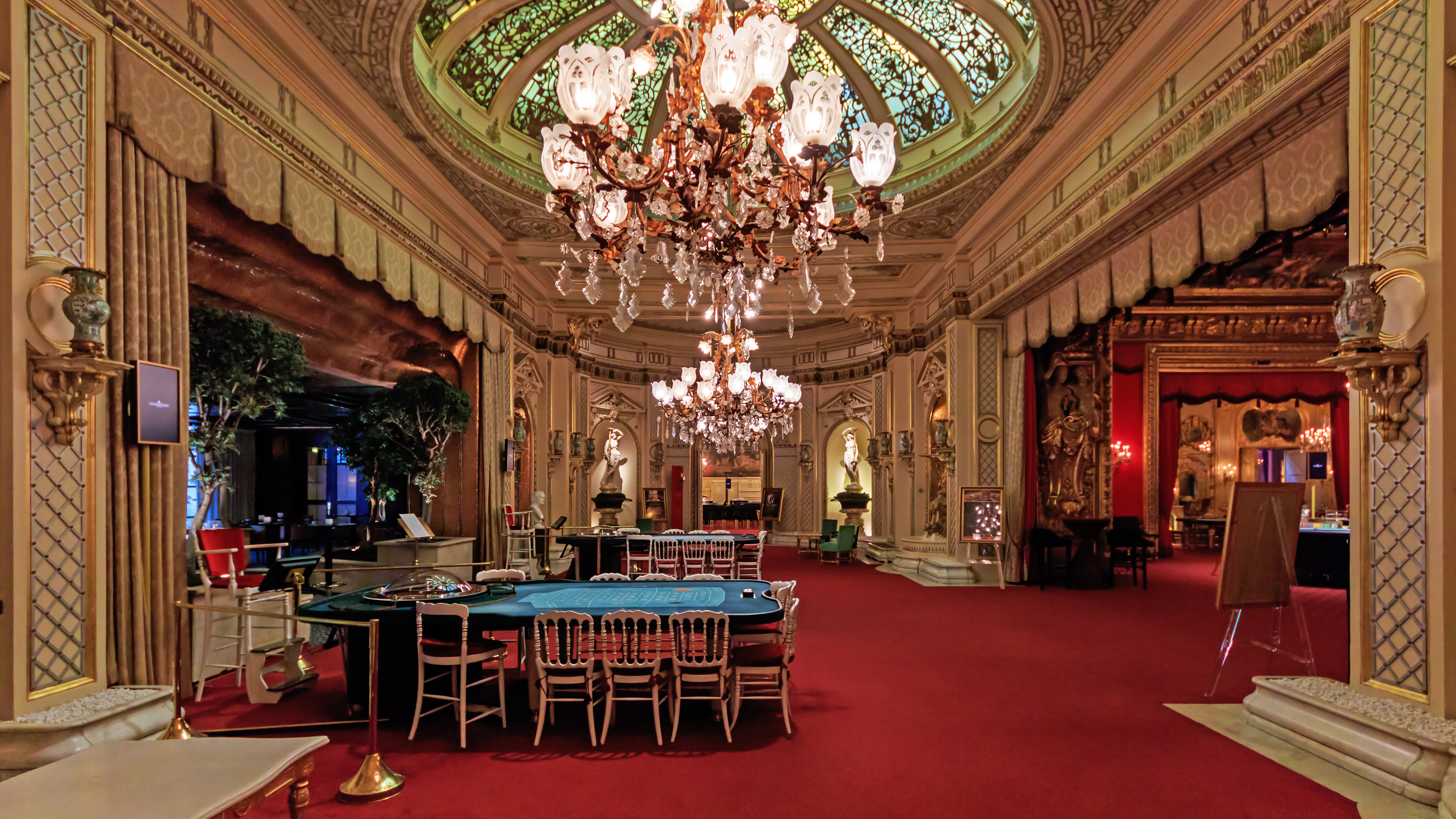
Casino: Der Wintergarten
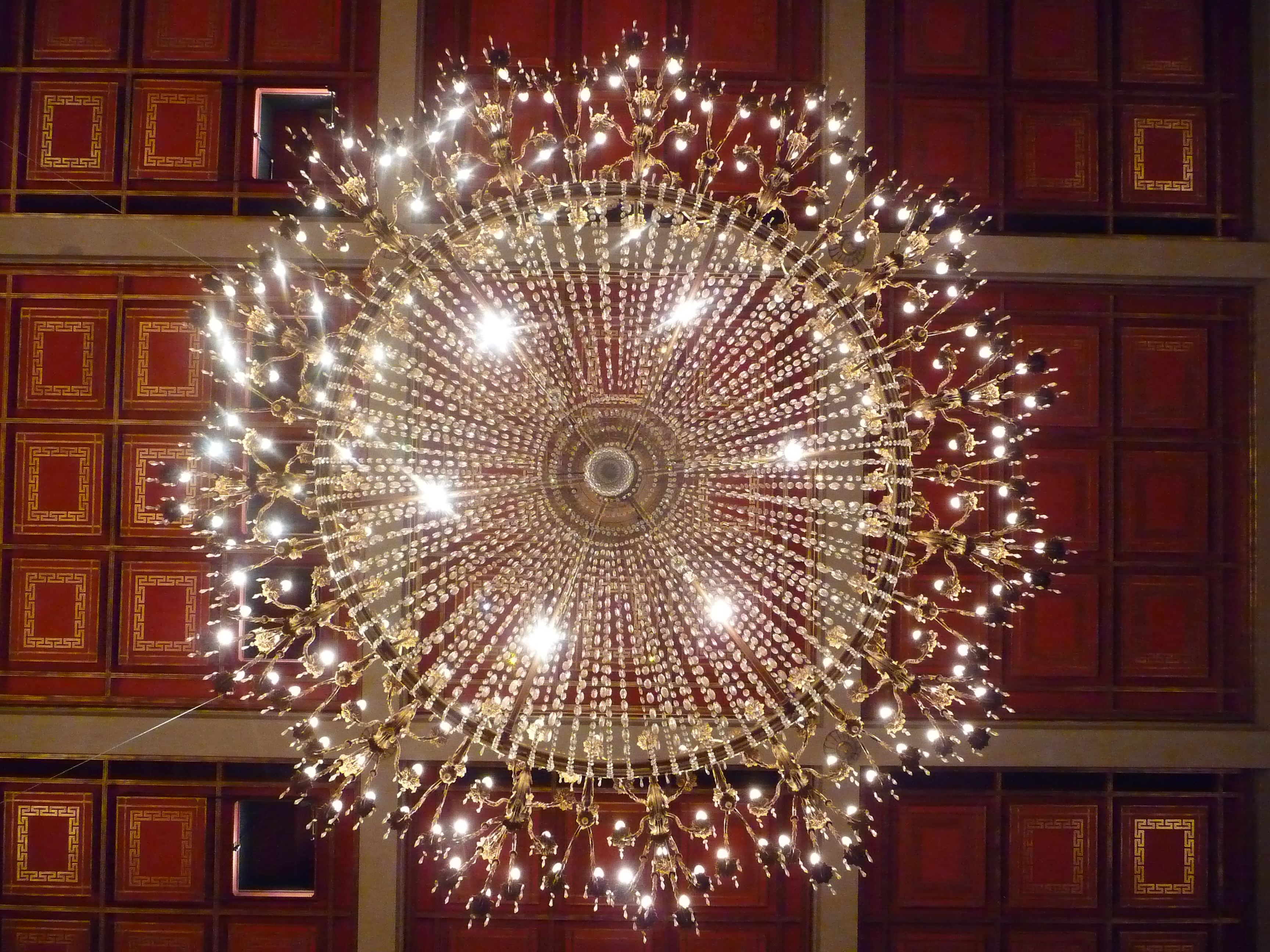
Großer Leuchter im Weinbrenner-Saal
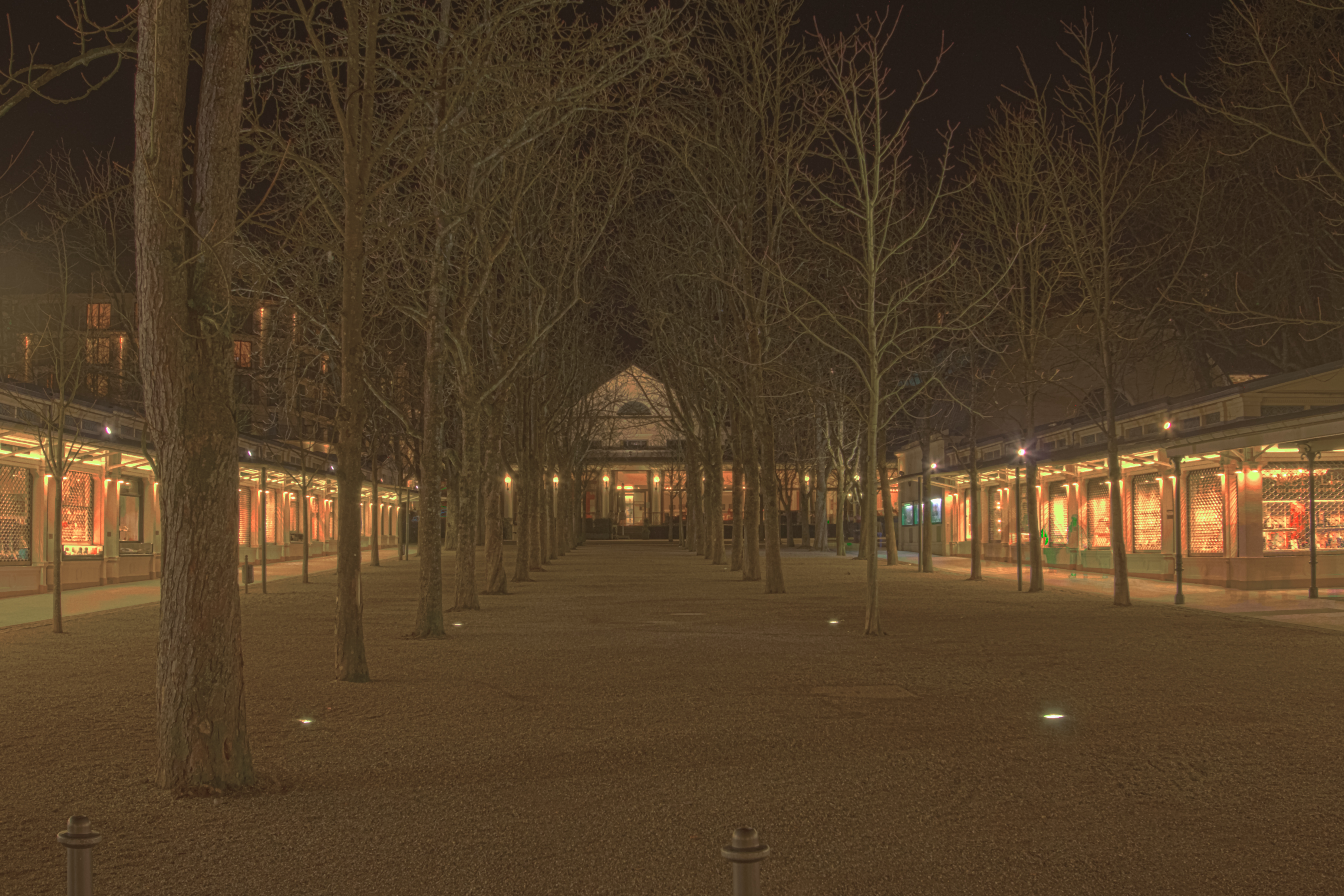
Kurhaus-Kolonnaden
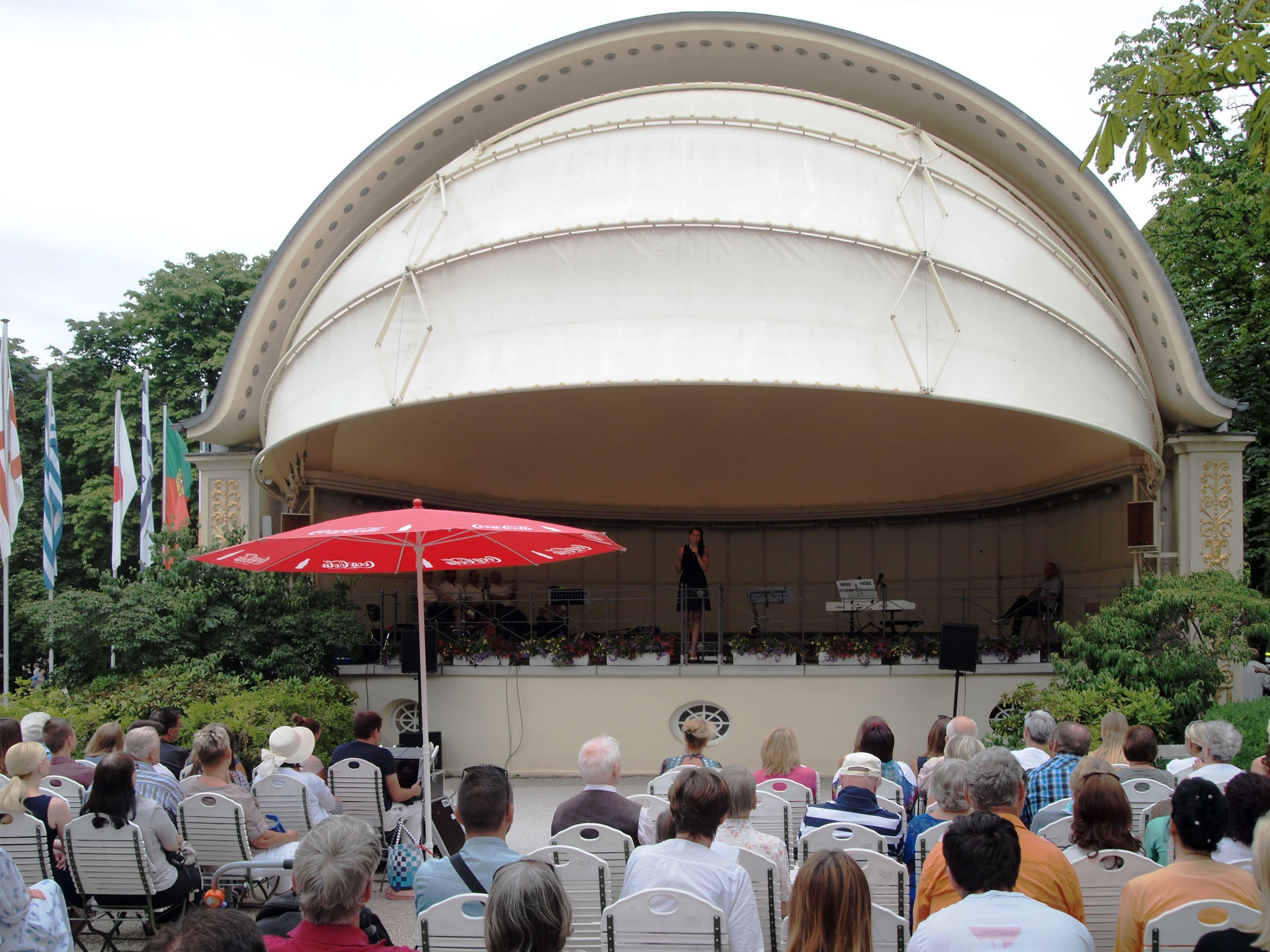
Konzertmuschel